# María Negroni
María Negroni (Rosario, 1951) es una escritora, poeta y traductora argentina.

## Biografía
Se recibió como abogada en la Universidad de Buenos Aires en 1975. Obtuvo su doctorado por la Universidad de Columbia, con un PhD en literatura latinoamericana. Entre 1999 y 2013 fue profesora en Sarah Lawrence College. Desde 2008, es profesora visitante en la New York University. Actualmente, dirige la Maestría en Escritura Creativa, en la Universidad Nacional de Tres de Febrero (provincia de Buenos Aires) donde también es docente.

## Obra

### Novelas
- 1998: El sueño de Úrsula
- 2007: La anunciación
- 2021: El corazón del daño

### Poesía
- 'Archivo Dickinson', La Bestia Equilátera, Buenos Aires, 2018.
- 'Pequeños reinos', Eduntref, Buenos Aires, 2017.
- 'Exilium', Vaso Roto Ediciones, Madrid, 2016.
- 'Cuaderno alemán', Alquimia Ediciones, Santiago de Chile, 2015.
- 'Interludio en Berlín', Pre-Textos, Valencia 2014.
- 'Mouth of Hell', Action Books, USA 2013.
- 'Cantar la nada', Editorial Bajo la Luna, Buenos Aires 2011.
- 'La Boca del Infierno', Editorial Mantis, México 2010.
- 'Andanza', Editorial Pre-Textos, Valencia 2009.
- 'Buenos Aires Tour', poemas, Editorial Aldus, México 2006.
- 'Arte y Fuga', poemas, Editorial Pre-Textos, Valencia 2004.
- 'Night Journey', poemas, Princeton University Press, NJ 2002.
- 'Camera delle Meraviglie', Quaderni della Valle, Italia 2002.
- 'La ineptitud, poemas', Editorial Alción, Córdoba, Argentina 2002.
- 'La Fleur de Coleridge, poems' (francés), Editions de la Maison des Ecrivains Etrangers, St.Nazaire, France 2001.
- 'Diario Extranjero', poemas, Editorial La Pequeña Venecia, Caracas, 2000.
- 'El viaje de la noche', poemas, Editorial Lumen, Barcelona, España, 1994.
- 'Islandia', poemas, Monteávila Editores, Caracas, Venezuela, 1994 y Station Hill Press, New York, 2001.
- 'La jaula bajo el trapo', poemas, Ediciones Libros de Tierra Firme, Buenos Aires 1991; segunda edición Editorial Cuarto Propio, Santiago, Chile 1999; tercera edición Colección Eme, Ediciones La Palma, 2014.
- 'per/canta', poemas, Ediciones Libros de Tierra Firme, Buenos Aires 1989.
- 'de tanto desolar', poemas, Ediciones Libros de Tierra Firme, Buenos Aires, 1985.

### Ensayo/ Miscelánea
- 'Film noir', La Marca Editora, Buenos Aires, 2021.
- 'Objeto Satie', Caja Negra, Buenos Aires, 2018.
- 'El arte del error', Vaso Roto Ediciones, Madrid, 2016.
- 'La noche tiene mil ojos', Caja Negra Editora, Buenos Aires 2015.
- 'Cartas Extraordinarias', Editorial Alfaguara, Buenos Aires 2013 y Editorial Demipage, Madrid 2016.
- 'Elegía Joseph Cornell', Caja Negra Editora, Buenos Aires 2013.
- 'Pequeño Mundo Ilustrado', Caja Negra, Buenos Aires 2011.
- 'Galería Fantástica', Premio Internacional de Ensayo Siglo XXI, México 2008.
- 'The Tango Lyrics', traducción de Michelle Gil-Montero, Quattro Books, Canadá 2013.
- 'Buenos Aires Tour', objeto-libro y pieza multimedia en colaboración con el artista argentino Jorge Macchi, Editorial Turner, Madrid 2004.
- 'El testigo lúcido'. Estudio sobre la obra de sombra de Alejandra Pizarnik, Beatriz Viterbo Editoras, Rosario 2003. Reedición en Editorial Entropía, Buenos Aires, 2017.
- 'Susana Thénon'. Edición crítica anotada en colaboración con Prof.Ana María Barrenechea, Volumen I, Ediciones Corregidor, Buenos Aires 2001.
- 'Susana Thénon'. Anotada en colaboración con Prof.Ana María Barrenechea, Volumen II, Ediciones Corregidor, Buenos Aires 2004.
- 'La maldad de escribir, Ensayos críticos y antología de poetas mujeres latinoamericanas', Editorial Igitur, Barcelona 2003.
- 'La pasión del exilio. Ensayos críticos y antología de poetas mujeres norteamericanas', Ediciones Bajo la luna, 2003.
- 'Museo Negro. Ensayos críticos sobre la imaginación gótica', Grupo Editorial Norma, Buenos Aires 1999.
- 'Ciudad Gótica. Ensayos sobre arte y poesía en NY', Editorial Bajo la Luna Nueva, Buenos Aires 1994. Segunda edición 2007.

## Distinciones
- Premio Konex Diploma al Mérito en Biografías, Memorias y Diarios, 2024.

- Cité Internationale Des Arts. París, 2018.

- Fondo Nacional de las Artes. Argentina, 2016.

- Premio Konex de Platino en Poesía, 2014.

- Primer Premio Internacional de Ensayo Siglo XXI. México, 2009.

- Writers Residence American Academy in Rome. Roma, 2008.

- Civitella Ranieri Foundation, Umbria. Italia, 2007.

- New York Foundation for the Arts. Nueva York, 2005.

- Fundación Octavio Paz. México, 2001-2002.

- The Pen Award for Islandia. New York 2002.

- The Lockert Poetry in Translation Prize por 'El viaje de la noche'/ Night Journey. Princeton University, 2002.

- Rockefeller Foundation's Bellagio Center. Bellagio, Italia 1998.

- Premio de la Secretaría de Cultura de la Nación por Ciudad Gótica. Argentina, 1998.

- Segundo Premio Planeta por su novela 'El sueño de Úrsula'. Buenos Aires, 1997.

- Premio de la Secretaría de Cultura de la Nación por su libro 'El viaje de la noche'. Argentina, 1997.

- John Simon Guggenheim Foundation Fellowship en poesía, 1994.